# 파블로 이글레시아스

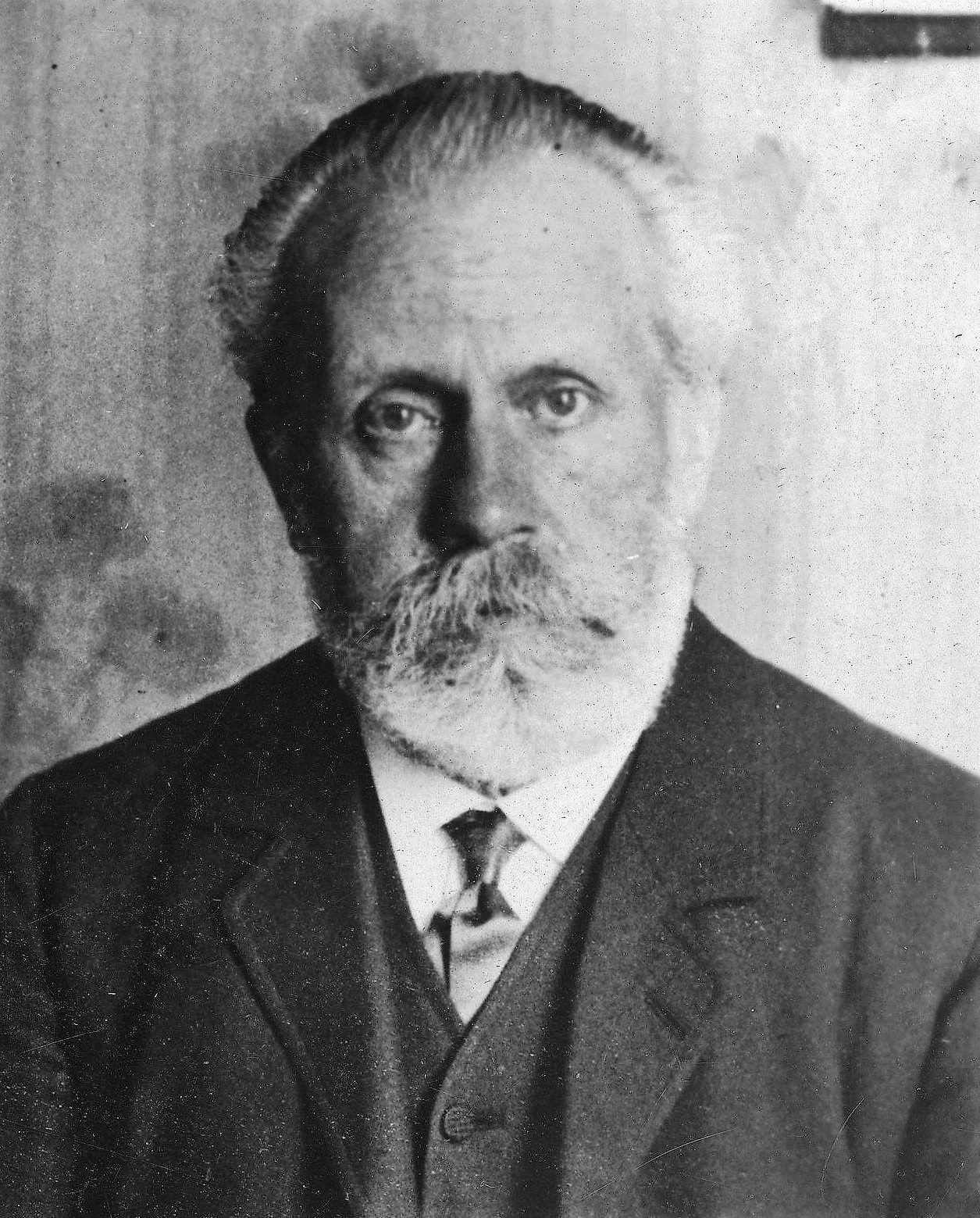

파블로 이글레시아스(Pablo Iglesias, 1850년 10월 18일 ~ 1925년 12월 9일)는 스페인의 사회주의자, 노동운동가로, 스페인 사회주의노동자당을 설립하였다.

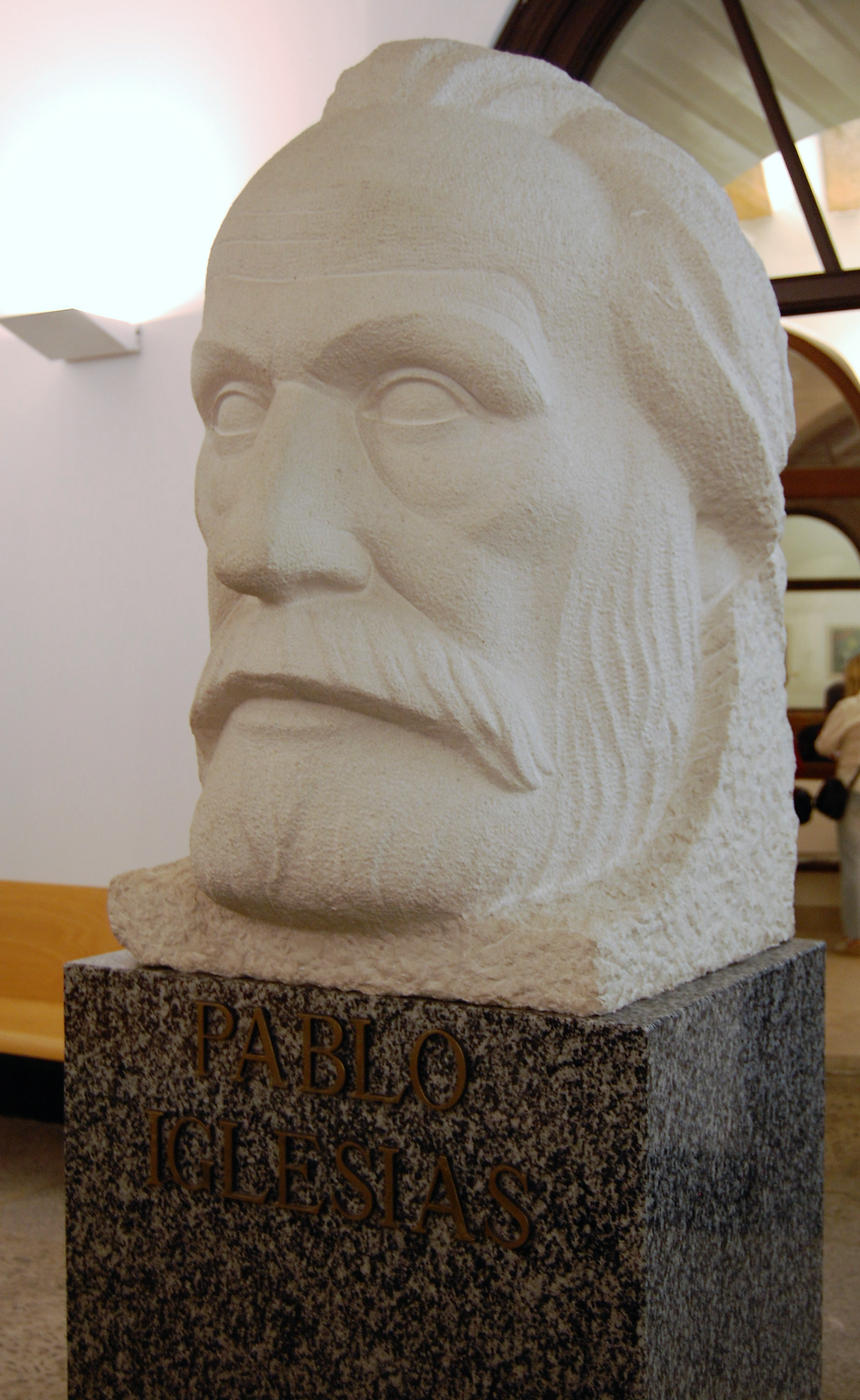
Pablo Iglesias (José Noja, 2001).